# 솔곤봉수염하늘소
솔곤봉수염하늘소(학명: Acanthocinus aedilis)는 하늘소과에 속하는 목재천공성 딱정벌레 가운데 하나이다.

## 분포
숲에 살며, 유럽, 러시아, 중앙아시아에 크게 분포한다. 또한 시베리아까지 북쪽으로 뻗어있어 '시베리아 팀버맨'이라고도 불린다. 핀란드에서는 사르비야코 (Sarvijaakko), 네덜란드에서는 티메르복토르 (Timmerboktor), 스웨덴에서는 스퇴레 팀메르만 (Större Timmerman)으로 불린다. 중앙아메리카에서의 보고서를 제안하는 몇몇 소식통에도 불구하고 편집 당시(2020년 5월) 확인된 보고서는 없었다. 또한 북아메리카에서 외래종으로 분류되지 않았다.

## 특징과 생태
몸길이는 12~20mm로, 수컷의 경우 더듬이의 길이늠 전체 길이의 세 배 이상이며, 암컷의 경우 전체 길이의 1.5배이다. 전체 수명은 최대 3년이며 그 중 1~2년을 애벌레 단계로 보낸다.
성충과 애벌레 단계 모두 영하 37 °C 이하의 얼어붙는 온도에서 살아남을 수 있다. 성충은 주행성이며 3월~6월에 활발해진다. 나무껍질 밑이나 식물 잔사의 번데기 방에서 겨울을 보낸다.
중앙유럽에서는 나무껍질 밑을 식해하여 나무를 약화시키는 애벌레로서 상업용으로 키운 목재의 심각한 해충이 되었다. 수세가 약한 나무에 침입해 나뭇껍질 아래의 긴 홈을 파헤쳐 나무가 고사하게 된다. 자연림에 있는 목재 잔해 내에서 이 하늘소의 발달은 산림 생태계에서 영양 순환에 이롭지만 숲 내의 병원성 곰팡이의 전파를 쉽게 할 수 있다. 구주소나무 (Pinus sylvestris L.) 및 독일가문비나무 (Picea abies)는 솔곤봉수염하늘소의 주요 먹이원이다.

## 상태
영국 내 분포도는 영국 국립 생물다양성 네트워크 (National Biodiversity Network) 덕분에 찾을 수 있다. 이 종은 2018년 와일드라이프 트러스트 BCN(Wildlife Trust BCN)에 의해 영국 내에서 'B형 국가 희귀 범주'(Nationally Scarce category B)로 보고되어 있다.